# Kuzino (Katynskoje)
Kuzino (ros. Кузино) – wieś (ros. деревня, trb. dieriewnia) w zachodniej Rosji, w osiedlu wiejskim Katynskoje rejonu smoleńskiego w obwodzie smoleńskim.

## Geografia
Miejscowość położona jest nad Dnieprem, 8,5 km od drogi magistralnej M1 «Białoruś», 15 km od centrum administracyjnego osiedla wiejskiego (Katyń), 36 km od Smoleńska.

## Demografia
W 2007 r. miejscowość nie posiadała mieszkańców.